# Kabupaten de Pinrang
Le kabupaten de Pinrang, en indonésien Kabupaten Pinrang, est un kabupaten de la province indonésienne de Sulawesi du Sud dans l'île de Célèbes. Son chef-lieu est Watang Sawitto.

## Géographie
Le kabupaten est bordé :
- Au nord par celui de Tana Toraja,
- Au est, par celui de Enrekang,
- Au sud, par celui de Pare-Pare,
- À l'ouest, par la province de Sulawesi occidental.